# ほわいと☆milk
ほわいと☆milkは、日本の女性アイドルユニット。愛称はほわみる。所属事務所はアリスプロジェクト。

## 概要
- すでに“下呂温泉ふるさと観光大使”を務めるなど一定の人気を集めていた麻友美が、新曲を歌うにあったってバックダンサーを募り結成されたユニット。
- アリスプロジェクトと株式会社サーチナとの共同プロデュースとして、投資応援ソング「かぶラカタブLOVE」でデビューした。
- ユニット名はファンから募った言葉をメンバーが組み合わせて命名した。[1]

## メンバー
| 名前       | よみ         | 生年月日      | 出身地 | 愛称     | イメージカラー | 備考（他所属ユニット等） |
| ---------- | ------------ | ------------- | ------ | -------- | -------------- | ------------------------ |
| 猪狩ともか | いがりともか | 1991年12月9日 | 埼玉県 | いがとも | 黄             | スチームガールズ         |

### 元メンバー
| 名前       | よみ            | 生年月日       | 出身地 | 愛称                   | 備考                                                                         |
| ---------- | --------------- | -------------- | ------ | ---------------------- | ---------------------------------------------------------------------------- |
| 結城める   | ゆうき める     | 1995年10月17日 | 東京都 | めるにゃん             | 2012年8月4日卒業                                                             |
| 麻友美     | あさ ともみ     | 1992年3月9日   | 岐阜県 | ともちぃ、きゅるん     | 2012年12月2日脱退                                                            |
| 佐藤七彩   | さとう ななせ   | 1991年5月25日  | 岩手県 | ななせ                 | 2014年6月30日にスライムガールズへの移籍が発表され、同時にほわいと☆milkも脱退 |
| 月宮かれん | つきみや かれん | 1996年12月19日 | 千葉県 | かれんちゃん           | 2014年7月初旬、事故により死去。享年17                                        |
| 新矢皐月   | あらや さつき   | 1993年4月24日  | 青森県 | さっきぃ、しゃんしゃん | 2015年2月23日卒業                                                            |
| 鷹藤ひの   | たかふじ ひの   | 1990年9月30日  | 東京都 | ひのぴ                 | 2019年8月12日卒業                                                            |
| 黒瀬サラ   | くろせ さら     | 1996年8月6日   | 埼玉県 | さらちゃん             | 2019年8月31日卒業                                                            |
| 窪田美沙   | くぼた みさ     | 1994年3月15日  | 京都府 | みーしゃん             | 2019年11月30日卒業                                                           |
| 胡桃そら   | くるみ そら     | 1997年6月5日   | 東京都 | そらちゃん             | 2020年2月1日卒業                                                             |
| 百瀬ひとみ | ももせ ひとみ   | 1996年3月10日  | 大分県 | ももみん               | 2020年8月30日卒業                                                            |
| 美音咲月   | みね さつき     | 1999年4月11日  | 大阪   | さっちゃん             | 2022年10月10日卒業                                                           |
| 大鈴はるみ | おおすず はるみ | 2000年2月2日   | 神奈川 | はるみちゃん           | 2022年10月29日卒業                                                           |
| 瀬名深月   | せな みつき     | 2000年7月9日   | 東京   | みっきー               | 2022年10月29日卒業                                                           |

## 活動略歴
2011年
- 11月20日 麻友美のバックダンサーユニットを決める、麻友美withメンバー選抜企画開始。

2012年
- 1月15日 月宮かれん、黒瀬サラ、佐藤七彩、結城めるの4名がメンバーに決定し、「麻友美withほわいと☆milk」の結成が発表。[2]
- 1月26日 ユニットお披露目イベント。[3]
- 1月30日 「麻友美withほわいと☆milk」デビュー。
- 8月4日 結城めるが卒業。学業優先のため。
- 12月2日 麻友美が事務所退所。

2013年
- 3月17日 新矢皐月が加入。[4]

2014年
- 5月18日 星愛奈が加入。
- 6月8日 窪田美沙が加入。
- 6月30日 佐藤七彩のスライムガールズへの移籍が発表。同時にほわいと☆milkとしての活動も辞退することに。
- 9月8日 月宮かれんが7月初旬に事故で亡くなっていることが発表された。

2015年
- 7月4日 百瀬ひとみが加入。

2017年
- 10月28日 猪狩ともかが加入。

2018年
- 8月13日 鷹藤ひの・胡桃そらが加入。

2019年
- 7月8日 大鈴はるみが加入。
- 8月12日 鷹藤ひのが卒業。
- 10月26日 美音咲月が加入。

2020年
- 2月1日 胡桃そらが卒業。
- 8月30日 百瀬ひとみが卒業。
- 9月19日 星流さりあ・瀬名深月が加入。

2022年
- 10月10日 美音咲月が卒業。
- 10月29日 大鈴はるみ・瀬名深月が卒業。

## 楽曲
- 下呂っ娘☆きゅるん
- 未来は今
- かぶラカタブLOVE
- キミとのストーリー